# ألين (كنتاكي)
ألين (بالإنجليزية: Allen, Kentucky)‏ هي مدينة تقع في مقاطعة فلويد، كنتاكي بولاية كنتاكي في وسط جنوب شرق الولايات المتحدة. تبلغ مساحة هذه المدينة 0.6 (كم²)، وترتفع عن سطح البحر 196 م، بلغ عدد سكانها 150 نسمة في عام 2000 حسب إحصاء مكتب تعداد الولايات المتحدة وتصل الكثافة السكانية فيها 269.3 نسمة/كم2.

## وصلات خارجية
- The US50 - Cities and Towns in Kentucky State